# Distylium annamicum
Distylium annamicum är en trollhasselart som först beskrevs av François Gagnepain, och fick sitt nu gällande namn av Airy Shaw. Distylium annamicum ingår i släktet Distylium och familjen trollhasselfamiljen. Inga underarter finns listade i Catalogue of Life.